# Meg Cabot
Meg Cabot, tên khai sinh là Meggin Patricia Cabot, sinh ngày 1 tháng 2 năm 1967 tại Bloomington, Indiana, Hoa Kỳ, là tác giả của hơn 25 cuốn sách và series truyện nổi tiếng dành cho cả người lớn và thiếu nhi/thanh thiếu niên, với hơn 15 triệu bản in trên toàn thế giới.
Các tác phẩm nổi tiếng của cô bao gồm series truyện "Nhật ký công chúa" đứng đầu các bảng xếp hạng ở Anh và Mỹ trong nhiều tuần liền, tác phẩm "How to be popular";"Chuộc lại trái tim" và "Teen Idol" hóm hỉnh và thông minh đã được Hoa Học Trò mua bản quyền để dịch ra tiếng Việt. Ngoài ra còn có "Every Boy's Got One", "1-800-WHERE-R-YOU", "All American Girl", "Airhead",...hiện Hoa Học Trò đã xuất bản Airhead "tìm lại chính mình"; "trở thành siêu mẫu" và "trốn chạy".
Cô hiện đang sống với chồng tại Florida cùng với chú mèo một mắt Henrietta.
Một số thông tin cá nhân khác:
- Tên thật: Meggin Patricia Cabot
- Thần tượng (khi còn bé): Jane Austen, Judy Blume, Barbara Cartland
- Món ăn ưa thích: Pizza phủ pho mai
- Bộ phim ưa thích: Stars War (Chiến tranh giữa các vì sao)
- Sở thích: Đi bộ vòng quanh New York khi rảnh.